# Mark Eitzel
Mark Eitzel (Walnut Creek, California; 30 de enero de 1959) es un músico y compositor estadounidense, más conocido como líder y cantante de la banda de San Francisco American Music Club.

## Biografía
Mark Eitzel pasó la mayoría de sus años de formación en una familia de militares viajando con ellos por diversas partes del mundo, incluyendo Ohio y el Reino Unido .
Sus primeros grupos los formó cuando residía en Columbus, Ohio. Su primera banda se llamaba Cowboys y hacía música punk. Con ella sacó un sencillo en 1980. Su segunda banda se llamó The Naked Skinnies y también sacaron un sencillo, en el año 1981. 
Entonces se traslada a San Francisco donde funda American Music Club (AMC) en el año 1982. La banda tocó y grabó discos durante doce años pero a pesar de ello, nunca fue un grupo estable. Eitzel cantaba con otras bandas como los Toiling Midgets y a menudo, solo intervenía en la parte vocal de los discos de AMC.
American Music Club se disolvió en 1993 y Eitzel se concentró en su carrera en solitario publicando 60Watt silver lining en 1996. El estilo sorprendió a los seguidores de AMC ya que en este trabajo, Eitzel presentaba unas canciones suaves, jazz-pop y con letras muy intimistas, rasgos estos que desarrollará en toda su obra en solitario. Tras este debut, publica West en el año 1997. En este álbum, las canciones están coescritas con Peter Buck, guitarrista de R.E.M.. 
A este disco le siguió Caught in a Trap and I Can't Back out 'Cause I Love You Too Much, Baby en el que colaboraron Steve Shelley de Sonic Youth y el bajista de Yo la Tengo James McNew.
En el año 2001, Eitzel publica The Invisible Man, un disco muy influido por la música electrónica. A este, siguieron dos álbumes de versiones publicados en el 2002: Music for Courage and Confidence en el que utilizaba canciones de diversos compositores y The Ugly American en la que reinterpretaba canciones de AMC tocadas por un grupo de música tradicional griega.
Precisamente con American Music Club publicó un nuevo trabajo en 2003 al que siguió una gira por los Estados Unidos y Europa. En 2005 volvió a presentar material en solitario con el disco Candy Ass.
La experiencia de la gira de reunión fue satisfactoria, pero Dan Pearson y Tim Mooney acabaron abandonando el proyecto por diferencias con el núcleo creativo de la banda. Actualmente Sean Hoffman se ocupa del bajo y Steve Didelot, de la batería. Después de intervenir en la grabación del último álbum, también se hacen cargo de los instrumentos en la gira de presentación del disco.

## Discografía
Cowboys
- Supermarket / Teenage Life (7") Tet Offensive Records - 1980

The Naked Skinnies
- All My Life / This Is The Beautiful Night (7") - Naked House Records - 1981

American Music Club
- The Restless Stranger (LP) - Grifter Records (enero de 1985)
- Engine (LP) - Frontier Records (octubre de 1987)
- California (LP) Frontier Records (octubre de 1988)
- United Kingdom (LP) - Demon Records (octubre de 1989)
- Everclear (CD) - Alias Records (octubre de 1991)
- Mercury (CD) Reprise Records - (marzo de 1993)
- San Francisco (CD) Reprise Records - (septiembre de 1994)
- Love Songs for Patriots (CD) Devil In The Woods Records - (septiembre de 2004)
- The Golden Age (CD) - Cookyn Vinyl Ltd. (enero de 2008)

Toiling Midgets
- Son (CD) Matador Records - 1993

Solo
- Mean Mark Eitzel Gets Fat (Self-released Cassette) - 1981
- Songs of Love (CD) - Diablo Records - 1991
- 60 Watt Silver Lining (CD) - Warner Brothers - 1996
- Words and Music (CD) - 1997
- West (CD) - Warner Brothers - 1997
- Caught in a Trap and I Can't Back out 'Cause I Love You Too Much, Baby (CD) - Matador Records - 1998
- The Invisible Man (CD) - Matador Records - 2001
- Music for Courage and Confidence (CD) - New West Records - 2002
- The Ugly American (CD) - Thirsty Ear Recordings - 2002
- Candy Ass (CD) - Cooking Vinyl - 2005